# Kapelln
Kapelln (auch Kapelln an der Perschling) ist eine Marktgemeinde mit 1343 Einwohnern (Stand 1. Jänner 2025) im Bezirk St. Pölten in Niederösterreich.

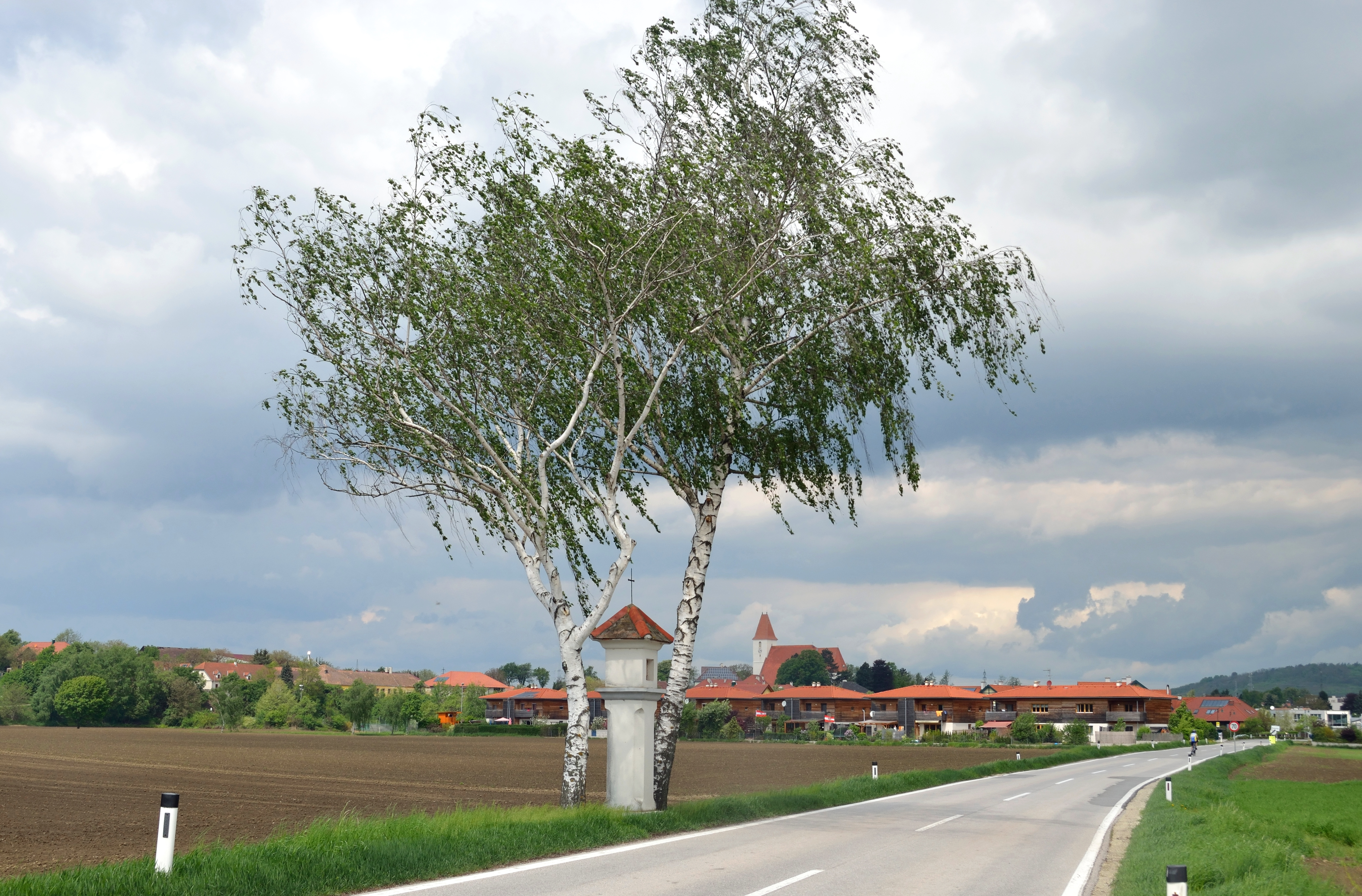
Blick auf Kapelln von Süden.

## Geografie
Kapelln liegt im Tal der Perschling im exakten Mittelpunkt von Niederösterreich, jeweils wenige Kilometer nordöstlich von St. Pölten und südöstlich von Herzogenburg. Der tiefste Punkt der Gemeinde liegt 210 Meter über dem Meer. Vom Ufer der Perschling steigt das Gemeindegebiet im Südosten hügelig auf 270 Meter, im Norden bewaldet auf 320 Meter an.
Die Fläche der Marktgemeinde umfasst zwanzig Quadratkilometer. Fast achtzig Prozent davon werden landwirtschaftlich genutzt, zehn Prozent der Fläche sind bewaldet.

### Gemeindegliederung
Das Gemeindegebiet umfasst folgende 15 Ortschaften (in Klammern Einwohnerzahl Stand 1. Jänner 2025):
- Etzersdorf (496)
- Kapelln (296)
- Katzenberg (38)
- Mitterau (16)
- Mitterkilling (20)
- Oberkilling (20)
- Obermiesting (29)
- Panzing (37)
- Pönning (51)
- Rapoltendorf (69)
- Rassing (142)
- Thalheim (110) samt Ziegelhausen
- Unterau (10)
- Unterkilling (9)
- Untermiesting (0)

Die Gemeinde besteht aus den Katastralgemeinden Etzersdorf, Kapelln, Katzenberg, Killing, Panzing und Miesting, Pönning, Rapoltendorf, Rassing und Thalheim.

### Nachbargemeinden
|               | Herzogenburg                                |            |
| St. Pölten    | Kompassrose, die auf Nachbargemeinden zeigt | Perschling |
| Böheimkirchen |                                             |            |

## Geschichte
Eine Besiedlung in der Jungsteinzeit belegt der Fund einer Wohngrube beim Ort Killing. Darin befanden sich dickwandige Gefäße. In der Zeit der römischen Besatzung war das Gebiet Teil der Provinz Noricum, der Ort lag an der Zivilstraße von Carnuntum über Vindobona (Wien) nach Aelium Cetium (St. Pölten). Aus dieser Zeit steht noch ein Meilenstein bei Miesting. Die Pfarre Kapelln wurde in der zweiten Hälfte des 11. Jahrhunderts durch das Bistum Passau errichtet.
Der Ursprung von Schloss Thalheim liegt im 17. Jahrhundert. Besonders sehenswert ist die von Jakob Prandtauer errichtete barocke Schlosskapelle. Heute befindet sich das Schloss in Privatbesitz. Es bietet Räumlichkeiten für Veranstaltungen und einen Restaurantbetrieb.
Die Ortsgemeinde Kapelln entstand 1854 durch die Vereinigung der Katastralgemeinde Kapelln mit den Katastralgemeinden Etzersdorf, Katzenberg, Killing, Panzing mit Miesting, Pönning, Rapoltendorf und Rassing.
Laut Adressbuch von Österreich waren im Jahr 1938 in der Ortsgemeinde Kapelln ein Arzt, ein Bäcker, ein Fleischer, ein Friseur, zwei Gastwirte, zwei Gemischtwarenhändler, ein Glaser, eine Hebamme, eine Milchgenossenschaft, ein Schlosser, ein Schmied, eine Schneiderin, drei Schuster, eine Sparkasse, zwei Tischler, ein Viktualienhändler, ein Wagner und einige Landwirte ansässig.
1971 wurde die Gemeinde Thalheim eingemeindet und 1983 erfolgte die Erhebung zur Marktgemeinde.

### Einwohnerentwicklung
Nach dem Ergebnis der Volkszählung 2001 gab es 1280 Einwohner. 1991 hatte die Marktgemeinde 1125 Einwohner, 1981 1079 und im Jahr 1971 1086 Einwohner.
| Kapelln: Einwohnerzahlen von 1869 bis 2025          | Kapelln: Einwohnerzahlen von 1869 bis 2025 | Kapelln: Einwohnerzahlen von 1869 bis 2025 | Kapelln: Einwohnerzahlen von 1869 bis 2025 | Kapelln: Einwohnerzahlen von 1869 bis 2025 |
| --------------------------------------------------- | ------------------------------------------ | ------------------------------------------ | ------------------------------------------ | ------------------------------------------ |
| Jahr                                                |                                            |                                            |                                            | Einwohner                                  |
| 1869                                                | 1869                                       |                                            | 1.409                                      | 1.409                                      |
| 1880                                                | 1880                                       |                                            | 1.504                                      | 1.504                                      |
| 1890                                                | 1890                                       |                                            | 1.478                                      | 1.478                                      |
| 1900                                                | 1900                                       |                                            | 1.421                                      | 1.421                                      |
| 1910                                                | 1910                                       |                                            | 1.435                                      | 1.435                                      |
| 1923                                                | 1923                                       |                                            | 1.467                                      | 1.467                                      |
| 1934                                                | 1934                                       |                                            | 1.294                                      | 1.294                                      |
| 1939                                                | 1939                                       |                                            | 1.292                                      | 1.292                                      |
| 1951                                                | 1951                                       |                                            | 1.164                                      | 1.164                                      |
| 1961                                                | 1961                                       |                                            | 1.097                                      | 1.097                                      |
| 1971                                                | 1971                                       |                                            | 1.086                                      | 1.086                                      |
| 1981                                                | 1981                                       |                                            | 1.079                                      | 1.079                                      |
| 1991                                                | 1991                                       |                                            | 1.125                                      | 1.125                                      |
| 2001                                                | 2001                                       |                                            | 1.280                                      | 1.280                                      |
| 2011                                                | 2011                                       |                                            | 1.394                                      | 1.394                                      |
| 2021                                                | 2021                                       |                                            | 1.354                                      | 1.354                                      |
| 2025                                                | 2025                                       |                                            | 1.343                                      | 1.343                                      |
| Quelle(n): Statistik Austria, Gebietsstand 1.1.2021 |                                            |                                            |                                            |                                            |

## Kultur und Sehenswürdigkeiten
- Schloss Thalheim

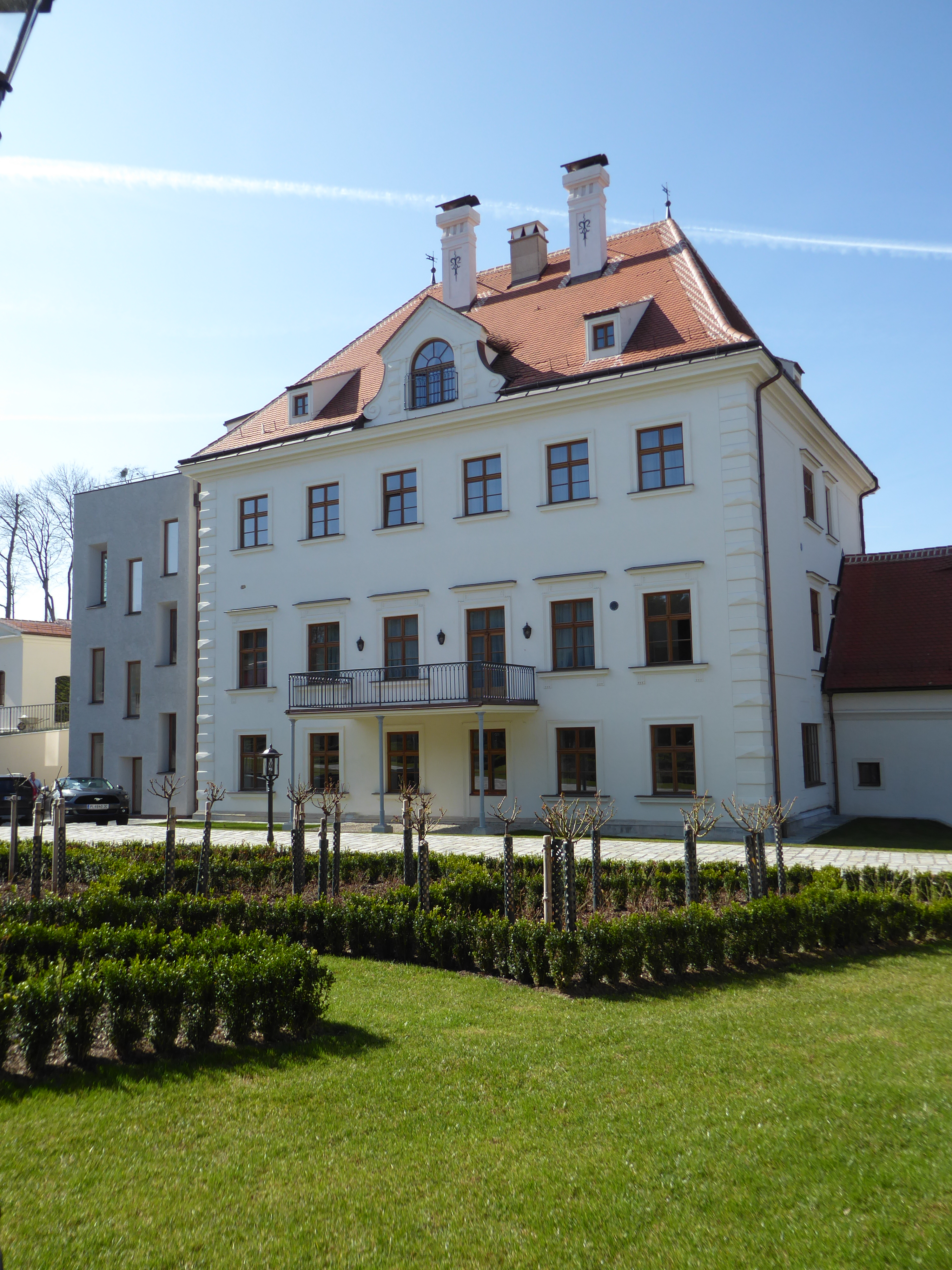
Schloss Thalheim.

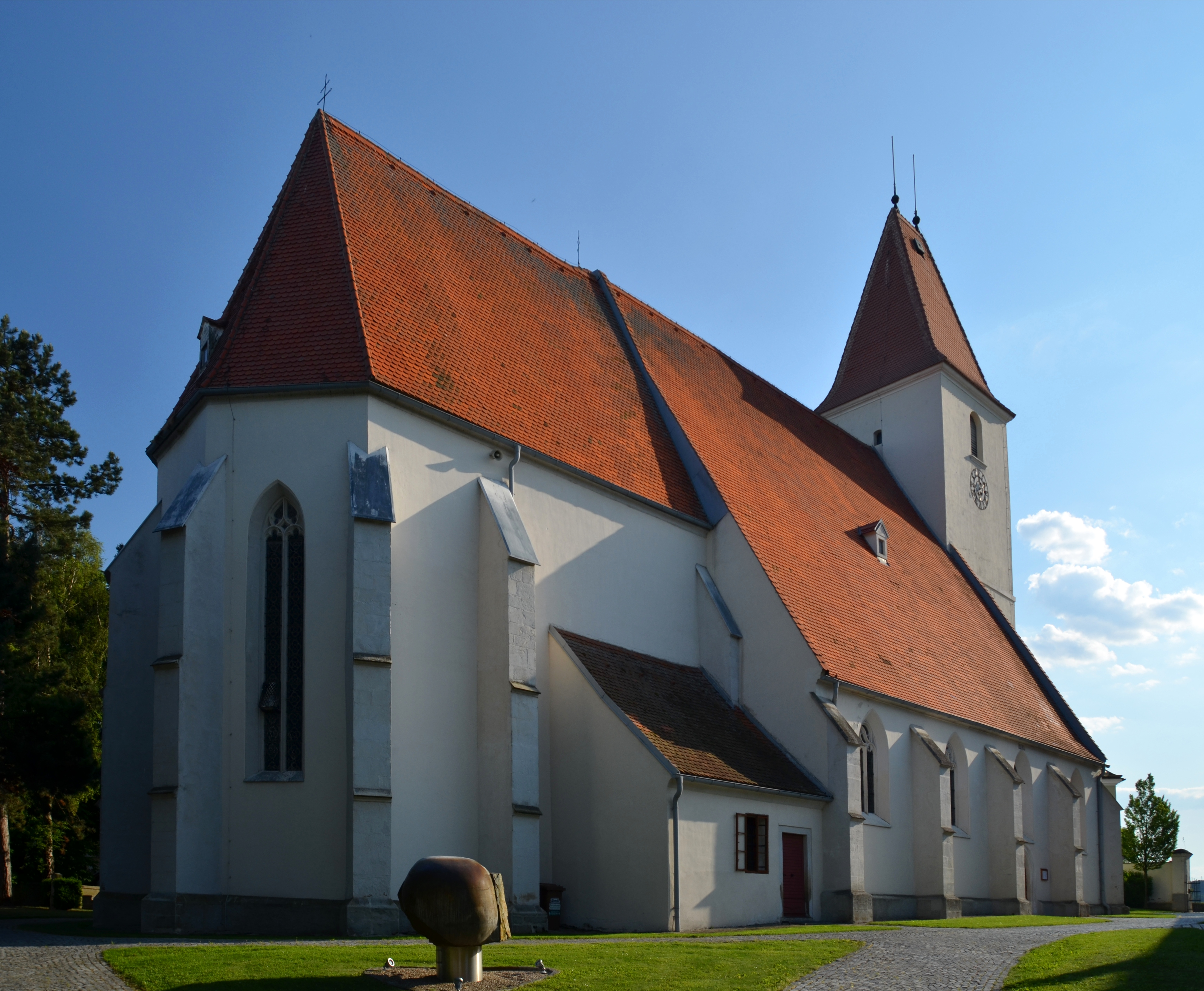
Pfarrkirche Kapelln

- Katholische Pfarrkirche Kapelln hl. Petronilla

## Wirtschaft und Infrastruktur
Nichtlandwirtschaftliche Arbeitsstätten gab es im Jahr 2001 39, land- und forstwirtschaftliche Betriebe nach der Erhebung 1999 102. Die Zahl der Erwerbstätigen am Wohnort betrug nach der Volkszählung 2001 586. Die Erwerbsquote lag 2001 bei 46,71 Prozent.

### Wirtschaftssektoren
Von den 83 landwirtschaftlichen Betrieben des Jahres 2010 wurden 53 im Haupterwerb geführt. Im Produktionssektor arbeiteten 14 Erwerbstätige in der Bauwirtschaft und fünf im Bereich Herstellung von Waren. Die größten Arbeitgeber des Dienstleistungssektors waren die Bereiche Handel (59) und soziale und öffentliche Dienste (42 Mitarbeiter).
| Wirtschaftssektor            | Anzahl Betriebe | Anzahl Betriebe | Erwerbstätige | Erwerbstätige |
| Wirtschaftssektor            | 2011            | 2001            | 2011          | 2001          |
| ---------------------------- | --------------- | --------------- | ------------- | ------------- |
| Land- und Forstwirtschaft 1) | 83              | 102             | 80            | 100           |
| Produktion                   | 14              | 8               | 19            | 24            |
| Dienstleistung               | 62              | 31              | 142           | 106           |

1) Betriebe mit Fläche in den Jahren 2010 und 1999
| Im Jahr 2011 wohnten 731 Erwerbstätige in Kapelln. Davon arbeiteten 170 in der Gemeinde, mehr als drei Viertel pendelten aus. - Eisenbahn: Durch Kapelln verläuft die Neue Westbahn. Der nächste Bahnhof befindet sich 15 Kilometer entfernt in St. Pölten. - Von Kapelln, Teil des Projekts Wienerwaldbahn, war 1913 eine 26,5 km lange Zweigbahn nach Krems geplant. - Straße: Die wichtigste Straßenverbindung ist die Wiener Straße B1. | Die zur Anzeige dieser Grafik verwendete Erweiterung wurde dauerhaft deaktiviert. Wir arbeiten aktuell daran, diese und weitere betroffene Grafiken auf ein neues Format umzustellen. (Mehr dazu) |

### Öffentliche Einrichtungen
In Kapelln befindet sich ein Kindergarten und eine Volksschule.

### Sport
Im Ort besteht der Fußballclub Kapelln. Der FC Kapelln spielt momentan in der 1. Klasse West-Mitte (7. Leistungsstufe, Stand 2021).

## Politik

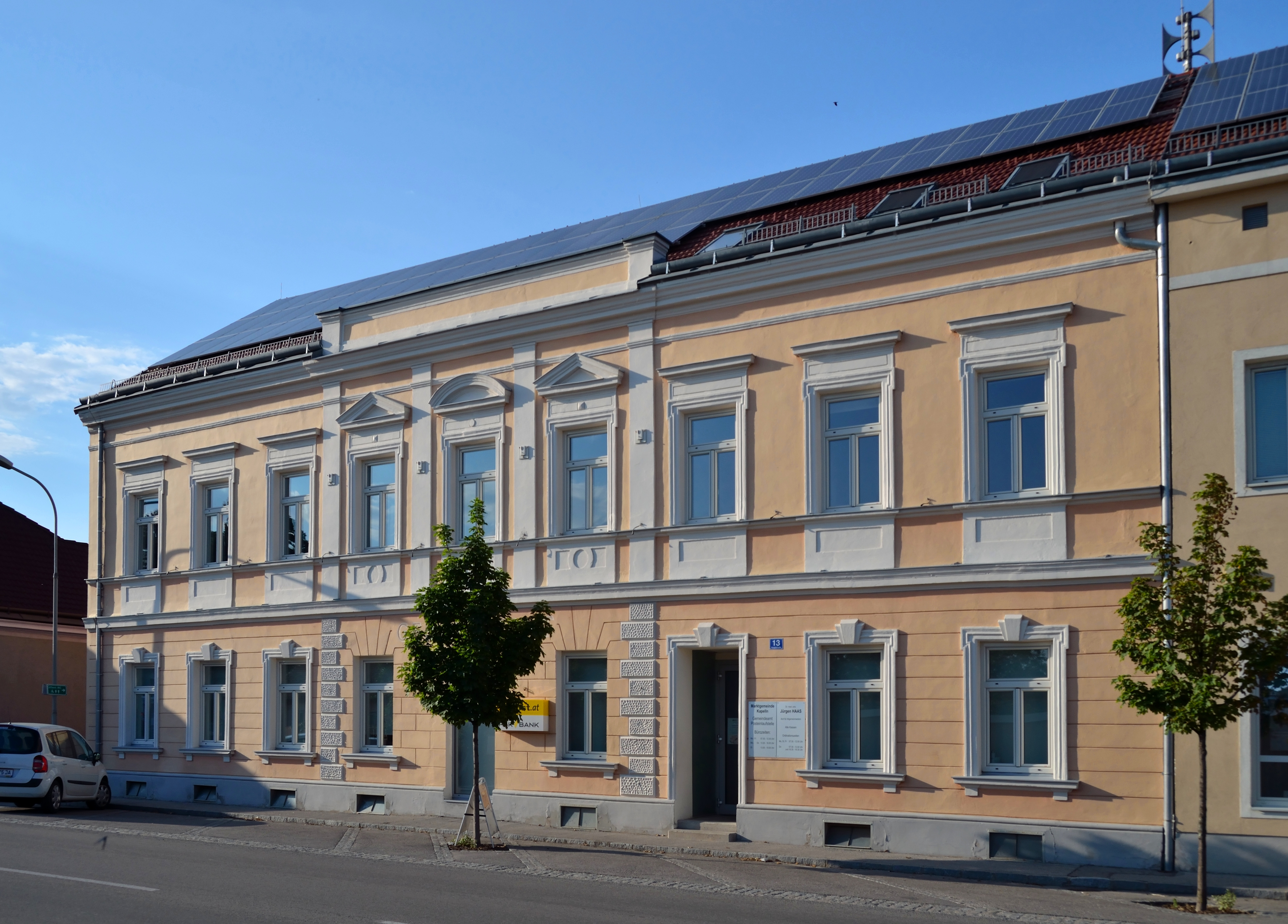
Gemeindeamt Kapelln

### Gemeinderat
Der Gemeinderat besteht aus 19 Mandataren.
| Partei                   | 2020    | 2020    | 2015  | 2015    | 2010  | 2010    | 2005  | 2005    | 2000  | 2000    | 1995  | 1995    |
| Partei                   | Prozent | Mandate | %     | Mandate | %     | Mandate | %     | Mandate | %     | Mandate | %     | Mandate |
| ------------------------ | ------- | ------- | ----- | ------- | ----- | ------- | ----- | ------- | ----- | ------- | ----- | ------- |
| ÖVP1)                    | 80,81   | 16      | 80,88 | 16      | 84,62 | 16      | 79,16 | 15      | 44,06 | 9       | 67,89 | 13      |
| SPÖ 2)                   | 19,19   | 3       | 19,12 | 3       | 15,38 | 3       | 20,84 | 4       | 9,56  | 1       | 14,85 | 3       |
| FPÖ                      |         |         |       |         |       |         |       |         | 6,64  | 1       | 17,26 | 3       |
| Bürgerliste Kapelln 2010 |         |         |       |         |       |         |       |         | 39,74 | 8       |       |         |

1) Die ÖVP trat teilweise als „Liste ÖVP“ an.
2) Die SPÖ trat teilweise als „Liste SPÖ“ an.

### Bürgermeister
Bürgermeister der Marktgemeinde ist Alois Vogl, Vizebürgermeister ist Franz Rödl und Amtsleiterin Claudia Eder.

### Wappen
Der Gemeinde wurde 1978 folgendes Wappen verliehen: Unter einem von einem silbernen Wellenbalken durchzogenen blauen Schildeshaupt in Gold eine aus dem Schildesfuß emporragende silberne Kirche mit rechtsstehendem Turm und rotem Dach.

## Persönlichkeiten

### Ehrenbürger der Gemeinde
- 1983: Franz Blochberger, Landesrat i. R.
- 1998: Josef Schmied, Bürgermeister i. R.
- 2016: Hanns Schubert, Ermittler/Errichter NÖ Mittelpunkt
- 2018: Alfred Staudinger, Amtsleiter von Kapelln 1989–2017[21]

### Söhne und Töchter der Gemeinde
- Jenny Weleminsky (1882–1957), Übersetzerin und Esperantistin
- Gertrude Tumpel-Gugerell (* 1952), Bankmanagerin der EZB